# Дубенко Олександр Васильович
Олександр Васильович Дубенко (нар. 18 серпня 1921 — пом. 28 квітня 1946) — радянський військовий льотчик, Герой Радянського Союзу (1944).

## Життєпис
Олександр Дубенко народився 18 серпня 1921 року в селищі Селезнівка у селянській родині. Закінчив неповну середню школу, а також місцевий аероклуб. У 1940 році був призваний до лав РСЧА. У 1942 році закінчив Ворошиловградську військову авіаційну школу пілотів.

## Участь у Другій світовій війні
З грудня 1942 року — на фронті.
До серпня 1944 старший лейтенант Олександр Дубенко командував ескадрильєю 622-го штурмового авіаполку 214-ї штурмової авіадивізії 15-й повітряної армії 2-го Прибалтійського фронту. До того часу він виконав 128 бойових вильотів на штурмовку скупчень бойової техніки і живої сили противника, його укріплень і ешелонів.
Указом Президії Верховної Ради СРСР від 26 жовтня 1944 старший лейтенант Олександр Дубенко був удостоєний звання Героя Радянського Союзу з врученням ордена Леніна і медалі «Золота Зірка».

## Після війни
Після закінчення війни Дубенко продовжив службу в Радянській Армії. Трагічно загинув в авіакатастрофі 28 квітня 1946 року.

## Нагороди
- Герой Радянського Союзу — Медаль «Золота Зірка»
- Орден Леніна
- Орден Вітчизняної війни 1-го ступеня
- 3 х Орден Червоного Прапора
- Медалі